# 比維 (密西西比州)
比維（英語：Bywy）是位於美國密西西比州喬克托縣的非建制地區。

## 歷史
比維的郵局於1880年設立，其後於1903年停運。

## 地理
比維所處的海拔為高於海平面133米（即436英呎），而該地所採用的時區為UTC-6，即北美中部時區（CST）。同時該地設有夏令時間，為UTC-6調快一小時，即UTC-5（CDT）。